# Emomaly Rahmon
Emomaly Sjarifovitj Rahmon (tadzjikiska: Эмомалӣ Шарифович Раҳмон)), född 5 oktober 1952 i Kulob i Tadzjikiska SSR i Sovjetunionen (nu Tadzjikistan), är Tadzjikistans president. Han tillträdde posten 1994, efter att företrädaren Rahmon Nabijev avsatts. Rahmon står på god fot med Ryssland och fick rysk hjälp i inbördeskriget 1992–1997. 
I mars 2007 bytte han officiellt namn från det ryskklingande Emomali Rachmonov till Emomaly Rahmon, som uppfattas som mer traditionellt. Han uppmanade invånarna i landet (som likaledes fått sina namn russifierade då Tadzjikistan var underställt Ryssland) att göra detsamma.